# Volant (bàdminton)

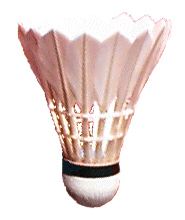
Volant

El volant, juntament amb la raqueta, és un element imprescindible per a jugar a bàdminton. Aquest té una forma cònica, i està format per setze plomes de l'ala esquerra de l'oca que estan enganxades a una semiesfera de suro coberta per una fina capa de cuir, mitjançant l'ús d'un fil gruixut molt resistent. A més, cal esmentar que a la part superior del suro, hi ha una cinta de color que serveix per evitar que el cuir se separi. També s'utilitza a altres jocs similars.
La característica forma aerodinàmica del volant, fa que el suro del projectil projectiu de sempre acabi situant-se a la part davantera.
Tot i això, cal dir que a part dels volants de ploma, utilitzats en l'alta competició perquè aporten molta més precisió i qualitat en els cops, també existeixen els volants sintètics formats de nylon. Aquests volants són molt més resistents i econòmics que els de ploma i sobretot s'utilitzen en la iniciació, però aquests no aporten tanta qualitat en els cops, de manera que els jugadors no tenen tant control.
Pel que es refereix al reglament sobre aquests està establert que els seu pes ha d'oscil·lar entre els 4,64 i els 5,50 grams; la llargada de les plomes ha de ser d'entre 6,4 i 7 centímetres, però han de ser totes iguals; i el diàmetre del suro ha de trobar-se entre 2,54 i 2,86 cm.
Per altra banda, un aspecte important dels volants és precisament el seu vol, ja que segons les condicions ambientals (temperatura, humitat i alçada respecte el mar) aquest pot ser més ràpid o menys. Per això, hi ha diferents models de volant, per aconseguir que el vol d'aquest sigui adient en qualsevol condició. A més, també existeixen un seguit de normes per a provar el volant i distingir quin és el més adequat, aquesta consisteix en colpejar el volant per sota la cintura des del fons de la pista, i aquest ha de caure sobre les dos línies que hi ha al final de la pista. En els casos en què aquest les sobrepassa es diu que el volant va ràpid, i quan no hi arriba es determina que el seu moviment és lent. En aquestes ocasions es pot modificar la rapidesa del volant picant-lo, de manera que s'aconsegueix que vagi més ràpid o més lent.